# Gastón Gaudio
Gastón Norberto Gaudio (ur. 9 grudnia 1978 w Buenos Aires) – argentyński tenisista, zwycięzca wielkoszlemowego French Open z 2004 roku w grze pojedynczej, reprezentant w Pucharze Davisa, olimpijczyk z Sydney (2000).

## Kariera tenisowa
Jako zawodowy tenisista Gaudio występował w latach 1996–2011.
W grze pojedynczej awansował do 16 finałów w turniejach rangi ATP World Tour, z których w 8 zwyciężył. Wśród singlowych tytułów Gaudia znajduje się mistrzostwo French Open z 2004 roku. Zawody rozpoczął jako nierozstawiony tenisista, a wyeliminował po drodze m.in. Thomasa Enqvista, Juana Carlosa Ferrero, Lleytona Hewitta, Davida Nalbandiana i w finale Guillermo Corię. Pierwszy w historii turniejów wielkoszlemowych argentyński finał zakończył się wynikiem 0:6, 3:6, 6:4, 6:1, 8:6 dla Gaudia, który w ostatnim secie obronił 2 piłki meczowe. Na przebieg meczu znaczący wpływ miały kłopoty zdrowotne Corii.
W grze podwójnej Gaudio awansował do 3 finałów, które ostatecznie wygrał.
W latach 2001–2003 Gaudio reprezentował Argentynę w Pucharze Davisa rozgrywając łącznie 16 meczów singlowych, z których w 13 triumfował.
W 2000 roku wystartował w igrzyskach olimpijskich w Sydney, z których odpadł w 1 rundzie po porażce z Uładzimirem Wałczkouem.
W rankingu gry pojedynczej Gaudio najwyżej był na 5. miejscu (25 kwietnia 2005), a w klasyfikacji gry podwójnej na 78. pozycji (14 czerwca 2004).

### Finały w turniejach ATP World Tour
| Nazwa                         |
| ----------------------------- |
| Wielki Szlem                  |
| Igrzyska olimpijskie          |
| Tennis Masters Cup            |
| ATP Masters Series            |
| ATP International Series Gold |
| ATP International Series      |

#### Gra pojedyncza (8–8)
| Końcowy wynik | Nr | Data             | Turniej            | Nawierzchnia | Przeciwnik         | Wynik finału            |
| ------------- | -- | ---------------- | ------------------ | ------------ | ------------------ | ----------------------- |
| Finalista     | 1. | 23 lipca 2000    | Stuttgart          | Ceglana      | Franco Squillari   | 2:6, 6:3, 6:4, 4:6, 2:6 |
| Finalista     | 2. | 18 lutego 2001   | Viña del Mar       | Ceglana      | Guillermo Coria    | 6:4, 2:6, 5:7           |
| Zwycięzca     | 1. | 28 kwietnia 2002 | Barcelona          | Ceglana      | Albert Costa       | 6:4, 6:0, 6:2           |
| Zwycięzca     | 2. | 5 maja 2002      | Majorka            | Ceglana      | Jarkko Nieminen    | 6:2, 6:3                |
| Finalista     | 3. | 14 lipca 2002    | Gstaad             | Ceglana      | Àlex Corretja      | 3:6, 6:7(3), 6:7(3)     |
| Finalista     | 4. | 2 maja 2004      | Barcelona          | Ceglana      | Tommy Robredo      | 3:6, 6:4, 2:6, 6:3, 3:6 |
| Zwycięzca     | 3. | 6 czerwca 2004   | French Open, Paryż | Ceglana      | Guillermo Coria    | 0:6, 3:6, 6:4, 6:1, 8:6 |
| Finalista     | 5. | 11 lipca 2004    | Båstad             | Ceglana      | Mariano Zabaleta   | 1:6, 6:4, 6:7(4)        |
| Finalista     | 6. | 18 lipca 2004    | Stuttgart          | Ceglana      | Guillermo Cañas    | 7:5, 2:6, 0:6, 6:1, 3:6 |
| Finalista     | 7. | 25 lipca 2004    | Kitzbühel          | Ceglana      | Nicolás Massú      | 6:7(3), 4:6             |
| Zwycięzca     | 4. | 6 lutego 2005    | Viña del Mar       | Ceglana      | Fernando González  | 6:3, 6:4                |
| Zwycięzca     | 5. | 13 lutego 2005   | Buenos Aires       | Ceglana      | Mariano Puerta     | 6:4, 6:4                |
| Zwycięzca     | 6. | 1 maja 2005      | Estoril            | Ceglana      | Tommy Robredo      | 6:1, 2:6, 6:1           |
| Zwycięzca     | 7. | 10 lipca 2005    | Gstaad             | Ceglana      | Stanislas Wawrinka | 6:4, 6:4                |
| Finalista     | 8. | 24 lipca 2005    | Stuttgart          | Ceglana      | Rafael Nadal       | 3:6, 3:6, 4:6           |
| Zwycięzca     | 8. | 31 lipca 2005    | Kitzbühel          | Ceglana      | Fernando Verdasco  | 6:7(3), 4:6             |

#### Gra podwójna (3–0)
| Końcowy wynik | Nr | Data             | Turniej      | Nawierzchnia | Partner            | Przeciwnicy                       | Wynik finału       |
| ------------- | -- | ---------------- | ------------ | ------------ | ------------------ | --------------------------------- | ------------------ |
| Zwycięzca     | 1. | 15 lutego 2004   | Viña del Mar | Ceglana      | Juan Ignacio Chela | Nicolás Lapentti Martín Rodríguez | 7:6(2), 7:6(3)     |
| Zwycięzca     | 2. | 18 kwietnia 2004 | Estoril      | Ceglana      | Juan Ignacio Chela | František Čermák Leoš Friedl      | 6:2, 6:1           |
| Zwycięzca     | 3. | 23 lipca 2006    | Stuttgart    | Ceglana      | Maks Mirny         | Yves Allegro Robert Lindstedt     | 7:5, 6:7(1), 12–10 |